# Veronika Šulcová
Veronika Šulcová (* 1987) je česká spisovatelka literatury faktů, píšící o afrokaribských náboženstvích.

## Život
Vystudovala politologii a mezinárodní vztahy. O původní tradice, mýty a magii se zajímala již od dětství. Její zájem o toto téma se zúžil ve specializaci na afrokaribskou spiritualitu.
Svou první knihu Vúdú: magie a náboženství (2013) začala psát ještě během studia politologie a mezinárodních vztahů. Po jejím vydání začala afrokaribská náboženství studovat. Výsledkem studia byla druhá kniha s názvem Santería: uctívání svatých na Kubě. (2017)
Třetí kniha Zasvěcení do haitského vúdú vypráví o cestě na Haiti, kterou s přáteli podnikla v roce 2015. Celý pobyt strávili u tradiční vúdúistické společnosti svaté Anny a měli možnost vidět a na vlastní kůži prožít některé z důležitých obřadů haitského vúdú, včetně několik dnů trvajících iniciačních ceremonií.
Pracuje ve zdravotnictví.

### Dílo
- Vúdú: magie a náboženství, Vodnář, 2013.
- Santería: uctívání svatých na Kubě, Vodnář, 2017.
- Zasvěcení do haitského vúdú, Vodnář, 2020.